# Dicladocerus dicladus
Dicladocerus dicladus är en stekelart som först beskrevs av Thomas Say 1836.  Dicladocerus dicladus ingår i släktet Dicladocerus och familjen finglanssteklar. Inga underarter finns listade i Catalogue of Life.